# Chad Varah
Pour les articles homonymes, voir Varah.
Edward Chad Varah, né le 12 novembre 1911 et mort le 8 novembre 2007, était un prêtre anglican britannique. Ayant été très marqué par les premières funérailles qu'il a organisées au début de sa carrière, celle d'une jeune fille de 13 ans s'étant suicidée après n'avoir eu personne à qui parler, il fonda en 1953 Samaritans, premier centre d'assistance téléphonique de crise pour les candidats au suicide. 
- (en) Cet article est partiellement ou en totalité issu de l’article de Wikipédia en anglais intitulé « Chad Varah » (voir la liste des auteurs).